# Колоцкое
Колоцкое — деревня в Можайском районе Московской области, в составе городского поселения Уваровка. Численность постоянного населения по Всероссийской переписи 2010 года — 49 человек. В деревне расположен действующий Колоцкий женский монастырь, основанный в 1413 году. До 2006 года Колоцкое было центром Колоцкого сельского округа.
Деревня расположена в центральной части района, по правому берегу малой речки Горнешня (левый приток реки Колочь), примерно в 3 км к юго-востоку от пгт Уваровка, высота центра над уровнем моря 247 м. Через Колоцкое проходит автодорога 46К-1011/1012/1013 Можайское шоссе (Старая Смоленская дорога), ближайшие населённые пункты — Шохово на запад, Акиньшино на северо-восток и Суконниково на юг.

## Население
| 2002 | 2006 | 2010 |
| ---- | ---- | ---- |
| 41   | ↘24  | ↗49  |